# Lleteresa de camp
La lleteresa de camp, lletrera de camp o croca (Euphorbia segetalis) és una espècie de planta de la família euphorbiaceae, plantes conegudes en català generalment com a "lletereses". És una planta arqueòfita, típica de la vegetació del Mediterrani.

## Descripció

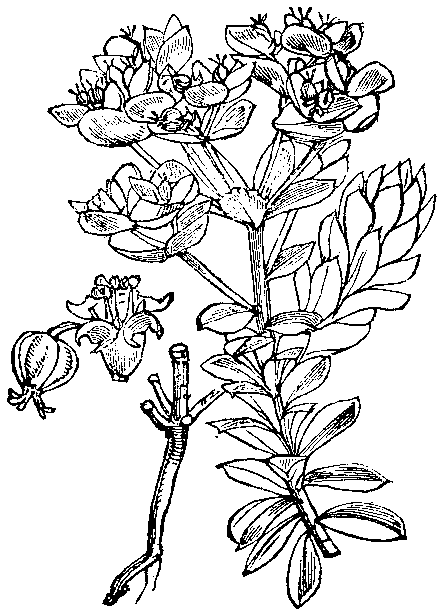
Lleteresa de camp (Euphorbia segetalis). Detall de les fulles i flors.

És una planta herbàcia de color verd. Creix només fins a una alçada d'entre 10 i 40 cm essent una de les lletereses més petites. La tija és glabra i recta. Les fulles tenen forma oval i són llargues i estretes.
La inflorescència té moltes fulles amb les bràctees molt amples. Els nectaris de la lleteresa de camp són de color verd groguenca.
Els fruits són una càpsula llisa i les llavors estan solcades transversalment. La lleteresa de camp floreix tot l'any però la major part de la floració es dona a la primavera.
Com moltes lletereses, les fulles conserven llur color verd malgrat la sequera.

## Hàbitat
Aquesta planta viu als camps de conreu, les vinyes, olivets, erms, marges de camins, sembrats i pradells anuals. És una planta ruderal i molt resistent, que pot viure en zones allunyades del freàtic.
El nom "lleteresa de camp" prové del fet que aquesta planteta és típica dels camps i fruiterars de secà, a on es considera una mala herba. Es pot confondre amb facilitat amb una altra lleteresa, la Euphorbia medicaginea que viu als mateixos indrets, i de la que només es pot diferenciar per la textura de les llavors. Mentre que Euphorbia segetalis té les llavors solcades, E. medicaginea les té rugoses.

## Toxicitat
Com altres plantes similars del gènere eufòrbia la lleteresa de camp produeix una resina blanca o làtex molt tòxica. Coneguda vulgarment com a "llet" s'utilitzava antigament com a metzina, com a laxant, com a antisèptic i per tractar verrugues a l'herboristeria tradicional.

## Subespècies
- Euphorbia segetalis L. ssp. segetalis, planta anual (teròfita).
- Euphorbia segetalis L, ssp. pinea, Hayek. Lletera de garroferal, planta perenne (camèfita).